# Marcelo Rossi
Marcelo Rossi (ur. 20 maja 1967 w São Paulo) – brazylijski duchowny katolicki, lider katolickiego ruchu charyzmatycznego, ponadto śpiewak, muzyk i aktor.

## Życiorys
W wieku 22 lat ukończył wychowanie fizyczne na Universidade de São Paulo. Był instruktorem aerobiku. Później studiował jeszcze filozofię na Universidade Nossa Senhora Assunção i teologię na Faculdade Salesiana w Lorenie. W 1994 roku przyjął święcenia kapłańskie.
Został liderem charyzmatycznych katolików i upatruje się w nim nadzieję na powstrzymanie rozwoju protestantyzmu w Brazylii. W 1997 roku spotkał się z nim Jan Paweł II – rozmowa dotyczyła potrzeby znalezienia sposobu na powstrzymanie protestantyzmu. Tradycyjni katolicy krytykują jego działalność. Do jego krytyków należy kardynał Odilo Scherer, przełożony Rossiego, który uważa, że kapłan nie powinien zachowywać się jak showman, a liturgii nie wolno przekształcać w show. W 2007 roku podczas wizyty Benedykta XVI Rossi nie został dopuszczony do papieża, co uznał za upokarzające doświadczenie.
Jego album Músicas para louvar ao Senhor był najlepiej sprzedającą się płytą w Brazylii w 1998 roku (3.328.468 egzemplarzy).

## Dyskografia
- Músicas para louvar ao Senhor (1997)
- Um presente para Jesus (1999)
- Canções para um Novo Milênio (2000)
- Paz (2001)
- Anjos (2002)
- Maria, Mãe do Filho de Deus (2003)
- Minha Benção (2006)
- Paz Sim, Violência Não - Vol.1 (2008)
- Paz Sim, Violência Não - Vol. 2 (2008)
- Ágape Musical (2011)
- Ágape Amor Divino (2012)
- Já Deu Tudo Certo (2013)

## Filmy
- Maria, Mãe do Filho de Deus (2003)[6]
- Irmãos de Fé (2005)[7]